# Filip Mladenović
Pour les articles homonymes, voir Mladenović.
Filip Mladenović (en serbe en écriture cyrillique : Филип Mлaдeнoвић), né le 15 août 1991 à Čačak en Yougoslavie (auj. en Serbie), est un footballeur international serbe qui évolue au poste d'arrière gauche au Panathinaïkós FC.

## Biographie

### En club
Mladenović commence à jouer au football dans le club de sa ville natale, le Borac Čačak, avant de rejoindre l'Étoile rouge en 2012.
En 2013, son contrat prend fin et il se retrouve sans club jusqu'en mars 2014, où il signe au BATE Borisov.

Le 29 septembre 2015, il inscrit un doublé en Ligue des champions lors de la surprenante victoire des siens face à l'AS Rome.
En janvier 2016, il signe en faveur du club allemand du FC Cologne.

### En sélection nationale
Il fait ses débuts sous les couleurs de la Serbie contre la France le 31 mai 2012, dans un match remporté 2 buts à 0 par les Bleus.
Le 11 novembre 2022, il est sélectionné par Dragan Stojković pour participer à la Coupe du monde 2022.
Il est retenu dans la liste des 26 joueurs serbes du sélectionneur Dragan Stojković pour participer à l'Euro 2024.

## Palmarès
Étoile rouge de Belgrade
- Champion de Serbie en 2014
- Vainqueur de la Coupe de Serbie en 2012

 BATE Borisov
- Champion de Biélorussie en 2014 et 2015
- Vainqueur de la Supercoupe de Biélorussie en 2014
- Vainqueur de la Coupe de Biélorussie en 2015

 Lechia Gdańsk
- Vainqueur de la Coupe de Pologne en 2019
- Vainqueur de la Supercoupe de Pologne en 2019